# Pour une paix durable, pour une démocratie populaire!
Pour une paix durable, pour une démocratie populaire! (nell'edizione in lingua italiana Per una pace stabile, per una democrazia popolare!) fu il giornale ufficiale del Cominform, l'Ufficio d'informazione dei partiti comunisti e operai, attivo durante l'intero periodo di esistenza di tale struttura, dal 1947 al 1956, e pubblicato prima a Belgrado e poi a Bucarest.

## Storia
La fondazione del giornale fu annunciata il 27 settembre 1947 nella risoluzione conclusiva della riunione fondativa del Cominform. Il titolo, secondo quanto riportato da Eugenio Reale, sarebbe stato dettato da Stalin ad Andrej Ždanov. Quest'ultimo avrebbe risposto allo stesso Reale, che ne criticava l'eccessiva lunghezza, che «non esistono titoli brevi o lunghi. Essi devono esprimere un concetto, un programma».
Inizialmente si previde una cadenza quindicinale e la pubblicazione in due lingue, il francese e il russo. La periodicità divenne però settimanale dopo il 16 settembre 1949 e le lingue di edizione divennero diciannove.
Nella citata risoluzione venne stabilita la sede della pubblicazione a Belgrado, mentre nel gennaio del 1948 venne annunciata una redazione permanente: di essa facevano parte rappresentanti dei nove partiti membri del Cominform, sotto la direzione del sovietico Pavel Judin.
Nel giugno dello stesso anno, dopo lo scoppio del conflitto sovietico-jugoslavo, la redazione si trasferì a Bucarest, dove si installò in un intero quartiere residenziale. Fino al 1950, quando cioè il Cominform ebbe un ruolo rilevante nel movimento comunista, al giornale collaborarono dirigenti politici di primo piano. Successivamente, con il declino del Cominform nello scenario politico globale, si ridimensionò anche l'importanza del giornale, che venne soppresso il 17 aprile 1956 unitamente all'organizzazione di cui era organo ufficiale.

## Contenuti
Pour une paix durable, pour une démocratie populaire! ebbe un carattere essenzialmente ideologico ed era destinato non tanto ai militanti di base quanto ai quadri superiori dei partiti, per i quali rappresentava una guida di formazione e propaganda. Si differenziava nettamente dai giornali che ciascun partito comunista pubblicava a livello nazionale, trattando principalmente le questioni del movimento comunista in prospettiva internazionale e occupandosi di quelle interne solo per generalizzarne la lettura su scala più ampia.
Tra i temi trattati, ebbero ampio spazio quello della lotta per la pace, della critica sia al campo imperialista a guida statunitense sia alle posizioni titoiste, il culto dell'URSS e in particolare di Stalin.